# Frontiera militare della Transilvania
La Frontiera militare della Transilvania (in rumeno: Graniţa Militară Transilvăneană, in tedesco: Siebenbürgische Militärgrenze; in ungherese: Erdélyi határőrvidék) è stato un territorio della monarchia asburgica. Fu una sezione della frontiera militare degli Asburgo.

## Storia
Fu fondata nel 1762 da territori che avevano fatto parte del Principato di Transilvania asburgico. Dopo che fu abolito, il territorio della Frontiera militare transilvana fu di nuovo incluso in questo principato.

## Frontiere
La frontiera militare della Transilvania confinava con il Principato di Transilvania asburgico e il Regno d'Ungheria asburgico nel nord-ovest, la Frontiera militare del Banato asburgica nel sud-ovest, la Galizia asburgica nel nord-est e i principati ottomani vassalli della Valacchia e Moldavia nel sud-est.